# 岸岳城
岸岳城（きしたけじょう）は、佐賀県唐津市相知町佐里・北波多岸山にあった日本の城（山城）。もともとは鬼子岳城と書いた。佐賀県指定史跡。

## 概要
唐津市北波多と同市相知町との境界をなす標高320メートルの鬼子嶽に位置した。東から松浦川が、西から波多川（徳須恵川）が流れて合流する中間の要害に位置し、唐津湾に至る水運を支配する上での要衝であった。山頂付近は急崖に囲まれ、城はその山頂部の南側尾根の上に築かれている。
伝説によれば、この山は古来より鬼が住んだといい、それが鬼子嶽の由来である。ただしここでいう“鬼”とは即ち、お上に従わない地方豪族をさしている。長元4年（1031年）、乱を起こした平忠常が滅ぼされた後、その徒党である信州福原の武士稲江多羅記という者が九州に落ち延びて松浦郡波多郷に住み着いたが、その子に狐角という強力の者がおり、鬼子嶽の要害に山砦を築き略奪強盗を働いて国守の手に余る暴れっぷりであったため、朝廷は四天王の一人で鬼退治で有名な渡辺綱の次男の判官筒井源太夫久を派遣してこれを討たしめたという話がある。
延久元年（1069年）、肥前国松浦郡宇野の御厨検校となり、検非違使に補されて下向した、上記の渡辺綱の曾孫とされる松浦久が松浦党の祖であるが、その子孫には土地が分割され、波多郷を与えられた松浦持が鬼子嶽に同城を築城したという。同時に波多城、島村城、青山城を築いた。持の子孫は波多氏を名乗り、約400年後の17代・波多親まで続いた。
文禄2年（1593年）には豊臣秀吉によって波多氏が改易され、所領には唐津藩主・寺沢広高が入ったが、寺沢氏は交通の便のよい平野部に唐津城を建築して移り、当城は廃城となったとされる。しかし、城郭考古学者の千田嘉博は石垣の積み方やその状況から見て、文禄・慶長期に作られたものであるとし、波多氏滅亡後も城として維持されていたと推測している。
鬼子嶽の南、相知町佐里の集落が城下町の跡であり、当時唐津の町は存在していなかった。山腹には無念に思った波多氏の家臣百人が腹を切った集団墓地もある。
城跡は1996年（平成8年）11月15日付けで佐賀県の史跡に指定された。